# UEFAチャンピオンズリーグ 2019-20 準々決勝 バルセロナ対バイエルン
UEFAチャンピオンズリーグ 2019-20 準々決勝 バルセロナ対バイエルンは、2020年8月14日、ポルトガル・リスボンのエスタディオ・ダ・ルスで行われた、FCバルセロナとFCバイエルン・ミュンヘンによるUEFAチャンピオンズリーグ 2019-20の一発勝負形式での準々決勝。バルセロナが2-8という大差で敗れ複数の不名誉な記録を打ち立ててしまった。

## 背景
両チームともにビッグイヤーの永久保持を認められている6クラブに含まれている欧州随一の強豪で、ファンも数多く存在するビッグクラブであるが、バルセロナはトレブルを達成した2014-15シーズン、バイエルンもトレブル達成の2012-13シーズンを最後に優勝はおろか決勝にすら進めていない状況にあった。
両者はこれまでチャンピオンズリーグで8度の対戦経験がある。初対戦は1998-99シーズン・グループリーグで、この時はバイエルンがホームで1-0・アウェーで2-1と2戦2勝した。以降は全て決勝トーナメントでの対戦であり、2008-09シーズンは準々決勝で対戦。この時は本拠地カンプ・ノウで4-0と勝利したバルセロナが敵地での2ndレグを1-1で引き分けて合計スコア5-1でベスト4に進んだ。2012-13シーズンは準決勝で対戦し、バイエルンがホームで4-0、アウェーで3-0の合計7-0のスコアでバルセロナを破った。最後の対戦は2014-15シーズン・準決勝で、この時も本拠地カンプ・ノウで3-0で勝利したバルセロナが敵地での2ndレグは2-3で敗れるも合計スコア5-3で決勝へ進出した。なお、両者が決勝トーナメントで対戦した場合、勝ち進んだ方のチームは全てその年にトレブルを達成している。
両チームともシーズン途中に監督交代を行なっている。バルセロナはスーペルコパ・デ・エスパーニャ準決勝でアトレティコ・マドリードに逆転負けを喫したことを契機にエルネスト・バルベルデを解任、後任にキケ・セティエンを招聘した。バイエルンはリーグ戦での不振によりニコ・コヴァチを解任し、アシスタントコーチのハンス・ディーター・フリックが暫定で指揮を取っていたが成績が好転したためそのまま正式監督となった。

## 試合までの経緯
バルセロナはグループFにてボルシア・ドルトムント、インテル、スラヴィア・プラハと同組となり、4勝2分無敗で首位通過。ラウンド16ではSSCナポリと対戦し、敵地での1stレグを1-1の引き分けで終えると、新型コロナウイルス感染症の世界的流行に伴い2ndレグが延期となった。バイエルンはトッテナム・ホットスパー、オリンピアコスFC、ツルヴェナ・ズヴェズダと同居するグループBで6戦全勝し首位通過。ラウンド16でチェルシーFCを敵地で3-0で勝利したところで、こちらも2ndレグが延期となった。
延期となったまま2020年6月17日にUEFAが大会フォーマット等の変更を発表し、準々決勝以降の試合がリスボンでの集中開催・一発勝負となることとなった。7月10日の理事会において、延期分は8月7,8日に開催することが決定、同時に準々決勝以降の対戦カードを決める抽選会も行われ、準々決勝で“バルセロナ対ナポリの勝者”と“バイエルン対チェルシーの勝者”が対戦することが決定した。
そして両者とも8月8日に2ndレグが行われ、バルセロナはホームでナポリに3-1で勝利し2戦合計4-2として勝ち抜け決定。バイエルンもホームでチェルシーに4-1で勝利し、ベスト8進出を決めた。

## 試合
バルセロナはリオネル・メッシとルイス・スアレスが2トップを組む4-3-1-2。ラウンド16・2ndレグからは先発を1名変更し、トップ下がアントワーヌ・グリーズマンから古巣対戦のアルトゥーロ・ビダルとなった。一方バイエルンはラウンド16・2ndレグから先発変更なし。フォーメーションも全く同じ4-2-3-1でスタートした。
4分、左サイドのイヴァン・ペリシッチからクロスを受けたトーマス・ミュラーがロベルト・レヴァンドフスキとのパス交換から左足でのシュートを決めてバイエルンが先制した。7分、クレマン・ラングレのフィードに左サイドバックのジョルディ・アルバが抜け出し、中央のスアレスへ折り返すと、戻りながら対応したダヴィド・アラバがクリアしきれずOGとなって同点に追いついた。9分、ネルソン・セメドのスルーパスに反応したスアレスがGKマヌエル・ノイアーと1対1となるがノイアーのセーブに阻まれ、これで得たCKからメッシのクロスが左ポストを直撃する。21分、高い位置でセルジュ・ニャブリがボールを奪って左のペリシッチに預ける。ペリシッチがそのままエリア内左に侵入して左足でシュートを放つと、ゴール右へと決まって勝ち越した。バイエルンは27分、レオン・ゴレツカの浮き球のパスに反応したニャブリが裏へ抜け出すとハーフボレーでゴールを挙げ、点差を2点に広げると、さらに31分に右サイドからヨシュア・キミッヒのクロスをミュラーがワンタッチで合わせて4-1とリードを広げた。4-1と前半は終了した。
後半からバルセロナはアントワーヌ・グリーズマンを投入した。バルセロナは57分、中盤まで降りたメッシのジョルディ・アルバへのロングパスからアルバが高い位置までボールを運ぶと、折り返しをバイタルエリアで受けたスアレスがシュートフェイントでジェローム・ボアテングを剥がして左足シュートを放ち、これがゴール右に決まってバルセロナが1点を返した。しかし63分、バイエルンは左サイドバックのアルフォンソ・デイヴィスがセメドを振り切ってエリア内奥深くまで侵入すると、折り返しをキミッヒが押し込んで5点目を挙げた。さらに、バルセロナからローンで加入していたフィリペ・コウチーニョを投入すると、82分にそのコウチーニョのクロスをレヴァンドフスキが頭で押し込んで6点目を挙げ、さらにコウチーニョは85分にミュラーのパスから得点を挙げると、89分にも至近距離から左足で蹴り込んで追加点を挙げ、試合終了。バイエルンが8-2でバルセロナを破り、ベスト4に進出した。

### 詳細
| バルセロナ                        | 2–8      | バイエルン・ミュンヘン                                                                                                 |
| --------------------------------- | -------- | --- |
| アラバ 7分 (o.g.) · スアレス 57分 | レポート | ミュラー 4分, 31分 · ペリシッチ 22分 · ニャブリ 27分 · キミッヒ 63分 · レヴァンドフスキ 82分 · コウチーニョ 85分, 89分 |

| バルセロナ | バイエルン・ミュンヘン |

| GK               | 1  | マルク＝アンドレ・テア・シュテーゲン |        |      |
| RB               | 2  | ネルソン・セメド                     |        |      |
| CB               | 3  | ジェラール・ピケ                     |        |      |
| CB               | 15 | クレマン・ラングレ                   |        |      |
| LB               | 18 | ジョルディ・アルバ                   | 58分   |      |
| CM               | 20 | セルジ・ロベルト                     |        | 46分 |
| CM               | 5  | セルヒオ・ブスケツ                   |        | 70分 |
| CM               | 21 | フレンキー・デ・ヨング               |        |      |
| AM               | 22 | アルトゥーロ・ビダル                 | 90+2分 |      |
| CF               | 10 | リオネル・メッシ (c)                 |        |      |
| CF               | 9  | ルイス・スアレス                     | 54分   |      |
| Substitutes:     |    |                                      |        |      |
| GK               | 13 | ネト                                 |        |      |
| GK               | 26 | イニャキ・ペーニャ                   |        |      |
| DF               | 24 | ジュニオル・フィルポ                 |        |      |
| DF               | 33 | ロナルド・アラウホ                   |        |      |
| DF               | 44 | オスカル・ミンゲサ                   |        |      |
| MF               | 4  | イヴァン・ラキティッチ               |        |      |
| MF               | 28 | リキ・プッチ                         |        |      |
| MF               | 42 | モンチュ                             |        |      |
| MF               | 46 | ルドヴィト・ライス                   |        |      |
| FW               | 11 | ウスマン・デンベレ                   |        |      |
| FW               | 17 | アントワーヌ・グリーズマン           |        | 46分 |
| FW               | 31 | アンス・ファティ                     |        | 70分 |
| 監督             |    |                                      |        |      |
| キケ・セティエン |    |                                      |        |      |

| GK               | 1  | マヌエル・ノイアー (c)     |      |      |
| RB               | 32 | ヨシュア・キミッヒ         | 85分 |      |
| CB               | 17 | ジェローム・ボアテング     | 43分 | 76分 |
| CB               | 27 | ダヴィド・アラバ           |      |      |
| LB               | 19 | アルフォンソ・デイヴィス   | 52分 | 83分 |
| CM               | 18 | レオン・ゴレツカ           |      | 83分 |
| CM               | 6  | チアゴ                     |      |      |
| RW               | 22 | セルジュ・ニャブリ         |      | 76分 |
| AM               | 25 | トーマス・ミュラー         |      |      |
| LW               | 14 | イヴァン・ペリシッチ       |      | 67分 |
| CF               | 9  | ロベルト・レヴァンドフスキ |      |      |
| Substitutes:     |    |                            |      |      |
| GK               | 26 | スヴェン・ウルライヒ       |      |      |
| GK               | 39 | ロン＝トルベン・ホフマン   |      |      |
| DF               | 2  | アルバロ・オドリオソラ     |      |      |
| DF               | 4  | ニクラス・ジューレ         |      | 76分 |
| DF               | 21 | リュカ・エルナンデス       |      | 83分 |
| MF               | 8  | ハビ・マルティネス         |      |      |
| MF               | 10 | フィリペ・コウチーニョ     |      | 76分 |
| MF               | 11 | ミケール・キュイザンス     |      |      |
| MF               | 24 | コランタン・トリッソ       |      | 83分 |
| MF               | 42 | ジャマル・ムシアラ         |      |      |
| FW               | 29 | キングスレイ・コマン       |      | 67分 |
| FW               | 35 | ジョシュア・ザークツィー   |      |      |
| 監督             |    |                            |      |      |
| ハンジ・フリック |    |                            |      |      |

| ー             | バルセロナ | バイエルン |
| -------------- | ---------- | ---------- |
| 得点           | 1          | 4          |
| シュート       | 4          | 14         |
| 枠内シュート   | 3          | 7          |
| GKセーブ       | 3          | 3          |
| ボール支配率   | 52%        | 48%        |
| コーナーキック | 4          | 6          |
| ファウル       | 3          | 12         |
| オフサイド     | 2          | 1          |
| 警告           | 0          | 1          |
| 退場           | 0          | 0          |

| ー             | バルセロナ | バイエルン |
| -------------- | ---------- | ---------- |
| 得点           | 1          | 4          |
| シュート       | 3          | 12         |
| 枠内シュート   | 2          | 6          |
| GKセーブ       | 2          | 1          |
| ボール支配率   | 47%        | 53%        |
| コーナーキック | 2          | 3          |
| ファウル       | 10         | 10         |
| オフサイド     | 2          | 1          |
| 警告           | 3          | 2          |
| 退場           | 0          | 0          |

| ー             | バルセロナ | バイエルン |
| -------------- | ---------- | ---------- |
| 得点           | 2          | 8          |
| シュート       | 7          | 26         |
| 枠内シュート   | 5          | 13         |
| GKセーブ       | 5          | 4          |
| ボール支配率   | 49%        | 51%        |
| コーナーキック | 6          | 9          |
| ファウル       | 13         | 22         |
| オフサイド     | 4          | 2          |
| 警告           | 3          | 3          |
| 退場           | 0          | 0          |

## この試合で達成された記録
- チャンピオンズリーグ決勝トーナメントでの1試合最多得点記録を更新。2チーム合計で10得点も決勝トーナメントの試合では1試合最多記録となる。
- バルセロナは欧州の大会での1試合最多失点記録を更新することになった。これまでは1975-76シーズンの準々決勝2ndレグで喫した5失点が最高記録。
- バイエルンが4点目を挙げたのは開始31分であり、これは最速記録である。
- 6点目を挙げたレヴァンドフスキは今シーズンのチャンピオンズリーグでは出場した8試合全てて得点を挙げたことになり、クリスティアーノ・ロナウド(2018年)に次いで史上2人目となる8試合連続得点を達成。
- 勝利したバイエルンのハンジ・フリック監督はチャンピオンズリーグでは初指揮から6連勝となり、ファビオ・カペッロ、ルイス・フェルナンデスに並んで最多記録となった。

## 試合後
勝利したバイエルンは準決勝でオリンピック・リヨンを3-0、決勝もパリ・サンジェルマンFCを1-0で破って7年ぶりのチャンピオンズリーグ優勝を達成した。さらにリーグ戦も盛り返して優勝、DFBポカールも連覇したため、トレブルを達成した。
敗れたバルセロナは、リーグ戦ではレアル・マドリードの後塵を拝し、コパ・デル・レイはベスト8止まりであったため12年ぶりとなる無冠でシーズンを終えることになった。試合の4日後、セティエン監督は解任された。
バルセロナが決勝トーナメントで3点差以上で敗戦するのはこれで4シーズン連続となる。特に2017-18シーズン(準々決勝対ローマ2ndレグ)と18-19シーズン(準決勝対リヴァプール2ndレグ)と2年連続で3点のリードをひっくり返される屈辱的敗退を喫していた矢先でのこの敗戦で、ファンだけでなく選手も大いにショックを受け、DFピケは「必要があるなら、僕が最初に出ていく」と退団覚悟でクラブに改革を求めた。主将のメッシはシーズン終了後に退団を希望し、ジョセップ・マリア・バルトメウ会長と衝突、騒動となった。
この試合をドイツ代表が7-1でブラジル代表を破った2014年のミネイロンの惨劇と比較する声もある。この試合に出場した選手のうちでは、ミュラー・ボアテング・ノイアーの3名がドイツ代表の選手として当時の試合にも先発出場している。またフリック監督も当時はドイツ代表のアシスタントコーチとして試合に関与している。両方の試合で先制点を記録しているミュラーは2試合を比較するよう求められ「ブラジルでは、今日僕らがやったように試合をコントロールすることはできなかった。今日は自分たちのスタイルで、対戦相手を支配したかった。そして、容赦ないほどに支配することができた。」と手応えを口にした。